# Hoya
Хоја (Hoya) је род зељастих дикотиледоних биљака из фамилије Apocynaceae. Обухвата преко 200 врста, од којих се око 100 користи у хортикултури. Род је добио назив по Енглезу Томасу Хоју, главном баштовану војводе Нортамберленда у Сион Хаусу у Мидлсексу, крајем 18. века.
Ареал хоја обухвата просторе Далеког истока и тропске крајеве Аустралије. Расту и на подручју Бурме, Индије и Хималајског региона. 
У природи расте дуж друге биљке, што је уобичајно за пењачице. У зависности од врсте могу достићи висину од око 10 cm, па до преко 5 m. Због своје отпорности често су украс многобројних домова.
Хоја најчешће цвета током целог лета. У природном станишту главно цветање је у јуну, а понекад следи друго у септембру. Има слаб, али специфичан мирис. Из цветова цури медолика течност. Иако су са тропског подручја, неке врсте подносе температуру и до – 2 °C.

## Врсте рода
| - - аустралијска хоја - - лепа хоја - - порцелански цвет - - црна хоја | - - медена хоја - - валентинска хоја - - пегава хоја - - звазда падалица | - - рибљи реп - - махунаста хоја |